# مدار ۳۱ درجه جنوبی
مدار ۳۱ درجه جنوبی، دایره‌ای از عرض جغرافیایی است که ۳۱ درجه جنوب خط استوا  قرار دارد. این مدار از اقیانوس اطلس، آفریقا، اقیانوس هند، استرالیا، اقیانوس آرام، و آمریکای جنوبی میگذرد. 
در این عرض جغرافیایی خورشید در طول انقلاب تابستانی به مدت 14 ساعت و 13 دقیقه و در طول انقلاب زمستانی 10 ساعت و 4 دقیقه قابل رویت است.

## گذر از مناطق
مدار ۳۱ درجه جنوبی از نصف‌النهار مبدأ شروع می‌شود و به سمت مشرق از موارد زیر گذر می‌کند:
| مختصات‌ها                                             | کشور، قلمرو یا دریا | توضیحات                                                                                   |
| ---------------------------------------------------- | ------------------- | ----------------------------------------------------------------------------------------- |
| ۳۱°۰′ جنوبی ۰°۰′ شرقی / ۳۱٫۰۰۰°جنوبی ۰٫۰۰۰°شرقی      | اقیانوس اطلس        |                                                                                           |
| ۳۱°۰′ جنوبی ۱۷°۴۰′ شرقی / ۳۱٫۰۰۰°جنوبی ۱۷٫۶۶۷°شرقی   | آفریقای جنوبی       | کیپ شمالی - for about 20km کیپ غربی Northern Cape کیپ شرقی کوازولو-ناتال - for about 13km |
| ۳۱°۰′ جنوبی ۳۰°۱۶′ شرقی / ۳۱٫۰۰۰°جنوبی ۳۰٫۲۶۷°شرقی   | اقیانوس هند         |                                                                                           |
| ۳۱°۰′ جنوبی ۱۱۵°۱۹′ شرقی / ۳۱٫۰۰۰°جنوبی ۱۱۵٫۳۱۷°شرقی | استرالیا            | استرالیای غربی استرالیای جنوبی نیو ساوت ولز                                               |
| ۳۱°۰′ جنوبی ۱۵۳°۲′ شرقی / ۳۱٫۰۰۰°جنوبی ۱۵۳٫۰۳۳°شرقی  | اقیانوس آرام        |                                                                                           |
| ۳۱°۰′ جنوبی ۷۱°۳۹′ غربی / ۳۱٫۰۰۰°جنوبی ۷۱٫۶۵۰°غربی   | شیلی                |                                                                                           |
| ۳۱°۰′ جنوبی ۷۰°۱۷′ غربی / ۳۱٫۰۰۰°جنوبی ۷۰٫۲۸۳°غربی   | آرژانتین            |                                                                                           |
| ۳۱°۰′ جنوبی ۵۷°۵۲′ غربی / ۳۱٫۰۰۰°جنوبی ۵۷٫۸۶۷°غربی   | اروگوئه             |                                                                                           |
| ۳۱°۰′ جنوبی ۵۵°۵۳′ غربی / ۳۱٫۰۰۰°جنوبی ۵۵٫۸۸۳°غربی   | برزیل               | ریو گرانده دو سول - for about 13km                                                        |
| ۳۱°۰′ جنوبی ۵۵°۴۵′ غربی / ۳۱٫۰۰۰°جنوبی ۵۵٫۷۵۰°غربی   | اروگوئه             |                                                                                           |
| ۳۱°۰′ جنوبی ۵۵°۲۶′ غربی / ۳۱٫۰۰۰°جنوبی ۵۵٫۴۳۳°غربی   | برزیل               | Rio Grande do Sul                                                                         |
| ۳۱°۰′ جنوبی ۵۰°۴۱′ غربی / ۳۱٫۰۰۰°جنوبی ۵۰٫۶۸۳°غربی   | اقیانوس اطلس        |                                                                                           |